# Por la mañana (canción)
Por la mañana Pista que abre el álbum "En el maravilloso mundo de Ingesón", último LP perteneciente a la banda Bogotána The Speakers. Es una canción compuesta por el español Rodrigo García y grabada en los "Estudios Ingeson" de Manuel Drezner en 1968.